# Pack
packはファイルを圧縮するためのUNIXコマンドのひとつである。拡張子は.zである。

## 概要
packはもはや時代遅れであり、搭載していないシステムが増えてきている。他のシステムとの互換性を考えてpackの代わりにcompressコマンドを使うことが推奨されている。packで圧縮したファイルは、pcatコマンドやunpackコマンドで伸張する。伸長したファイルは、pcatでは標準出力に、unpackではファイルに出力する。